# Philippe Ier de Nassau
Pour les articles homonymes, voir Philippe Ier.
Philippe Ier de Nassau (en allemand Philipp Ier von Nassau), né en 1492 et mort le 16 juin 1558, est comte de Nassau-Wiesbaden et comte de Nassau-Idstein de 1511 à 1558.

## Famille
Il est le fils d'Adolphe III de Nassau et de Marguerite von Hanau.
En 1514, Philippe Ier de Nassau épouse Adrienne de Bergen (1495-1524), fille de Jean VI de Bergen. Six enfants naissent de cette union :
- Catherine de Nassau (1515-1540) ; en 1538, elle épouse Jean III von Hohenfels (mort en 1573) ;
- Philippe II de Nassau-Wiesbaden (en) (1516-1566), comte de Nassau-Wiesbaden et comte de Nassau-Idstein de 1558 à 1566 ;
- Marguerite de Nassau (1517-1596) ; elle entre dans les ordres et devient abbesse ;
- Adolphe IV de Nassau (1518-1556) ; en 1543, il épouse Françoise de Brienne, dame de Roucy (morte en 1566), fille du comte Charles Ier de Brienne, comte de Ligny et de Roucy (Maison de Luxembourg) ; dont postérité ;
- Balthazar de Nassau, comte de Nassau-Wiesbaden et comte de Nassau-Idstein ;
- Anne de Nassau (1520-1594) ; elle entre dans les ordres.

Philippe Ier de Nassau appartient à la première branche de la Maison de Nassau. Cette lignée de Nassau-Wiesbaden-Idstein appartient à la tige Valmérienne et s'est éteinte à la mort de Jean Louis II de Nassau en 1605.